# Stuart Devenie
 (février 2025).
Stuart Devenie (né en 12 juillet 1951) est un acteur et metteur en scène néo-zélandais.

## Filmographie

### Cinéma
- 1992 : Braindead : Le père Jon McGruder
- 1996 : Fantômes contre fantômes : Le conservateur du musée
- 2007 : The Tattooist : Médecin senior

## Télévision
- 2000 : Jack, le vengeur masqué : Gouverneur Croque
- 2011–2013 : The Almighty Johnsons : Johan "Joe" Johnson